# طفرة تكيفية
الطفرة التكيفية هي نظرية تطورية مثيرة للجدل، تنص على أن الطفرات أو التغيرات الجينية هي أقل عشوائية وأكثر توجيها من التطور التقليدي. تم القيام بالعديد من التجارب في محاولة لإثبات (أو دحض) فكرة الطفرات التكيفية، على الأقل في الكائنات الدقيقة.

## التعريف
تنص أكثر النظريات التطورية قبولا على أن الكائنات تتنوع بناء على الاصطفاء الطبيعي إذ تحسن التغيرات الناتجة عن الطفرات من فرصة الكائن الحي في البقاء. تنص الطفرات التكيفية على أنه بدلا من ذلك فإن الطفرات والتطور أقل عشوائية، وأنها استجابة لضغوط معينة. بعبارة أخرى، فإن الطفرات التي تحدث أكثر فائدة كما أنها مخصصة لضغوط معينة، بدلا من كونها عشوائية وليست استجابة لشيء بعينه. يجب ملاحظة أن مصطلح ضغوط يشير إلى أي تغيرات في البيئة مثل درجة الحرارة أو الغذاء أو حجم السكان، إلخ. توصلت التجارب على الكائنات الدقيقة إلى أنه بخصوص الطفرات التكيفية، فإن كثيرا من الطفرات التي لوحظت بعد وجود ضغوط معينة كانت أكثر فاعلية في التعامل مع الضغوط من فرصة الكائن في البقاء دون الطفرات. أدخل جون كيرنز نظرية الطفرات التكيفية لأول مرة إلى الاهتمام الأكاديمي لأول مرة في الثمانينات.

## التجارب الأساسية
الطفرات التكيفية هي موضوع مثير للجدل، لذا فقد كان هناك العديد من التجارب التي تحاول إثبات أو دحض النظرية. التجارب الثلاث الأساسية هي استجابة إس أو إس، والاستجابة للمجاعة في إيشيريشيا كولاي، واختبار عواكس مساعدات تغذية التريبتوفان في الخميرة.

### استجابة إس أو إس
تختلف هذه النظرية عن الأخرتين في شيء صغير، وهو أن هذه التجربة تهتم بالمسارات التي تقود إلى الطفرات التكيفية في حين تهتم التجارب الأخرى باختبار البيئة المتغيرة التي تعرضت لها الكائنات الدقيقة.
ببساطة، فإن استجابة إس أو إس في بكتريا إ. كولاي هي استجابة لحدوث ضرر في الحمض النووي الريبوزي منقوص الأكسجين DNA والذي يمكن إصلاحه. تتوقف دورة الخلية الطبيعية وتبدأ عملية التطفر. هذا يعني أن الطفرات ستحدث في محاولة لإصلاح الضرر. يجب أن يكون هناك بعض العمليات التنظيمية لاستجابة فرط التطفر هذه (أو زيادة معدل التغير)، وبعض الجزيئات المحورية في هذه العملية هي ريكا ولكسا، وهي بروتينات تعمل كإشارات توقف لهذه العملية ولغيرها من العمليات. يبدو أن هذه الجزيئات هي أيضا المساهمات الأساسية في الطفرات التكيفية في بكتريا إ. كولاي. تؤثر التغيرات في وجود أحدهما أو وجودهما معا على استجابة إس أو إس، والتي بدورها تؤثر على قدرة الخلايا على معالجة اللاكتوز، وهو ما لا يجب خلطه مع تجربة مجاعة اللاكتوز. النقطة المحورية للفهم هنا هو أن مركبي لكسا وريكا ضروريان لحدوث الطفرات التكيفية، وأنه بدون استجابة إس أو إس لن تكون الطفرات التكيفية ممكنة.

### مجاعة اللاكتوز
يحدث معدل مرتفع من الطفرات في بكتريا إ. كولاي، مما يجعلها مفيدة للدراسات مثل دراسة الطفرات التكيفية. بسبب طفرة إطار التسطير (تغير في التسلسل يجعل الحمض النووي الريبوزي منقوص الأكسجين DNA  يرمز شيئا مختلفا)، تفقد البكتريا قدرتها على معالجة اللاكتوز. عند وضع البكتريا في وسط غني باللاكتوز، وجد العلماء أن 20% من الخلايا التي تعرضت لطفرات حولتها من كونها غير قادرة على معالجة اللاكتوز إلى كونها قادرة على استخدام اللاكتوز المتوفر في بيئتها. الاستجابة للضغوط ليست في الحمض النووي الريبوزي منقوص الأكسجين DNA الحالي، وإنما حدثت التغيرات أثناء مضاعفة الحمض النووي الريبوزي منقوص الأكسجين DNA، مما يعني أن الطفرات التكيفية تحدث في البكتريا الحالية وستورث هذه الطفرات للأجيال الحالية لأن الطفرات أصبحت جزءا من الكود الجيني للبكتريا. كان هذا الأمر واضحا في دراسة كيرنز، والتي أوضحت أنه حتى بعد نقل بكتريا إ. كولاي إلى بيئة شحيحة اللاكتوز، استمرت في استجابتها للبيئة السابقة. لن يكون هذا ممكنا إذا لم تكن الطفرات التكيفية تعمل لأن الاصطفاء الطبيعي لم يكن ليفضل هذه الطفرات في البيئة الجديدة.

### الخميرة
أجرى دكتور فون بورستل في السبعينات تجارب مشابهة لتجربة مجاعة اللاكتوز ولكن بالخميرة. اختبر الدكتور وجود عواكس مساعدات تغذية التريبتوفان. مساعدات تغذية التريبتوفان لا يمكنها تكوين التريبتوفان بنفسها، ولكن الخلايا من النوع البري يمكنها ذلك، ولذا فإن العواكس تقوم بعكس الخلايا إلى الحالة الطبيعية لتتمكن من إنتاج التريبتوفان. اكتشف الدكتور أن عند نقل مستعمرات الخميرة من وسط غني بالتريبتوفان إلى وسط شحيح التريبتوفان، استمرت العواكس في الظهور لعدة أيام. لم تكن درجة ظهور العواكس مرتفعة كما كانت مع البكتريا. أجرى علماء آخرون تجارب مماثلة، مثل هول الذي اختبر عواكس الهستيدين، أو ستيل وجينكس روبيرتسون الذين اختبرا اللايسين. أظهرت هذه التجارب مقدار أهمية إعادة التكوين وتضاعف جزيئات الحمض النووي الريبوزي منقوص الأكسجين DNA لحدوث الطفرات التكيفية. 
على الرغم من أن إنتاج الطفرات أثناء الاصطفاء لم يكن شديدا كما لوحظ مع البكتريا، إلا أن هذه الدراسات كانت مقنعة. كما ذكرنا سابقا، فقد أضافت الدراسة التالية مزيدا من الثقل لنتائج دراسة اللايسين. وجد ستيل وجينكس روبيرتسون أن نموذج تغذية اللايسين الناتج عن إعادة التكوين بين الكروموسومات يستمر أيضا في الظهور في الخلايا غير المنقسمة، ولكن في هذه الحالة استمر إنتاج معيدات التكوين سواء كان الاصطفاء لصالحها أم لا. بالتالي فإن الطفرات قد حدثت في حالة ثابتة فقط عندما كانت حالة تكيفية، ولكن إعادة التكوين حدثت سواء كانت تكيفية أم لا.
وردت تقارير أيضا عن ظهور متأخر للطفرات في كانديدا ألبيكانز (نوع من الفطريات). عند التعرض الطويل لتركيزات أقل من القاتلة من المعادن الثقيلة، بدأت مستعمرات من الخلايا المقاومة في الظهور بعد 5-10 أيام واستمرت في الظهور لفترة أسبوع إلى أسبوعين بعدها. قد تكون هذه المقاومة قد ظهرت نتيجة لتضخم الجينات، على الرغم من أن الأنماط الظاهرية كانت ثابتة أثناء فترة قصيرة من النمو غير الاصطفائي. لم يتم التوصل إلى أن أيا من هذه الأحداث في الكانديدا ألبيكانز متعلقة بالاصطفاء أو خاصة به.